# 北村拓海
もしかして
- 北村匠海

ではありませんか？